# Code pénal de 1791
Pour les autres articles nationaux ou selon les autres juridictions, voir Code pénal.
Code pénal de 1810
Le code pénal de 1791 a été le premier code pénal français, adopté pendant la Révolution par l'Assemblée nationale législative, entre le 25 septembre et le 6 octobre 1791. La Constitution de 1791 avait été adoptée le 3 septembre. Inspiré des principes de Beccaria, il a été remplacé en 1810 par le code pénal impérial.
L'adoption de ce code a de facto abrogé toutes les ordonnances criminelles et tous les édits royaux antérieurs pris en matière criminelle.

## Présentation générale
Dans l'esprit de la Déclaration des droits de l'homme et du citoyen de 1789, il s'appuyait en particulier sur le principe de légalité, et autres principes fondamentaux du droit énoncés par Beccaria. L'appendice insiste ainsi sur la non-rétroactivité des lois. La fonction du juge était inspirée de légicentrisme : il ne devait que qualifier le fait au regard du droit, puis, par un raisonnement logique, déduire de la loi la sanction appropriée. On rompait par là avec les procédures plus arbitraires de l'Ancien Régime. Ainsi, l'article 2 précisait: « La peine de mort consistera dans la simple privation de la vie, sans qu'il puisse jamais être exercé aucune torture envers les condamnés. »
Suivant le code de 1791, les peines afflictives et infamantes étaient, dans l'ordre de sévérité :
- la mort
- les fers, pour une durée maximale de 24 ans (remplacée par la « réclusion en maison de force » pour les femmes)
- la gêne, pour une durée maximale de 20 ans
- la détention, pour une durée maximale de 6 ans

Venait ensuite le bannissement, qui n'était qu'une peine infamante (mais non afflictive).
Toutes ces peines (à l'exception de la peine de mort et de la déportation) entrainaient la « déchéance de tous les droits attachés à la qualité de citoyen actif » (une sorte de privation des droits civiques), et ce jusqu'à réhabilitation (titre IV, art. 1).
La notion d'homicide involontaire est introduite (titre II, section I, art. 1), empêchant toute condamnation criminelle, mais permettant le versement de dommages et intérêts (titre II, section I, art. 2). De même, la légitime défense annule toute condamnation criminelle en cas d'homicide.
Le code distingue ensuite entre meurtre (homicide sans préméditation) et assassinat (prémédité). Il punit le viol de six années de fer (ibid., art. 29). L'art. 32 punit quiconque ayant « volontairement détruit la preuve de l'état civil d'une personne [d'une] peine de douze années de fers ». La peine la plus grave est de 24 ans (applicable pour le vol avec violence commis avec circonstances aggravantes, art. 5 section II). La perpétuité et la marque au fer rouge (une fleur-de-lys sous l'Ancien Régime), abolis par le Code de 1791, seront réintroduits par le Code pénal de 1810.
Le code est en rupture par rapport aux lois antérieures :

« Le Code pénal de 1791, en effet, rompt avec l’Ancien Régime et les « crimes imaginaires » dénoncés par le rapporteur, Louis-Michel Lepeletier de Saint-Fargeau. Il est donc expurgé des crimes jugés par les défuntes officialités tels le sacrilège, le blasphème, la sodomie, la bestialité, le suicide et l’inceste. »

— Anne-Marie Sohn, Compte-rendu de Fabienne Giuliani, Les liaisons interdites. Histoire de l’inceste au XIXe siècle
Le rapporteur de la loi, Louis-Michel Lepeletier de Saint-Fargeau, affirma en effet que le Code pénal n’a mis hors-la-loi que les « vrais crimes », et non pas les « délits factices, créés par la superstition, la féodalité, la fiscalité et le despotisme ». L'absence de la mention de la sodomie, considérée jusque-là comme un crime, ou tout autre terme désignant les rapports homosexuels, fonde ainsi la dépénalisation de l'homosexualité en France. Cette dépénalisation dans le Code pénal de 1791 influença directement ou indirectement (par son successeur, le Code pénal de 1810) plusieurs pays voisins (notamment les Pays-Bas, la Belgique, l'Espagne et l'Italie, et plusieurs États allemands — la Bavière, le grand-duché de Bade, le Wurtemberg, le royaume de Hanovre et le duché de Brunswick — qui adoptèrent le modèle juridique français de non-criminalisation de l’homosexualité dans le cadre privé, avant l’unification en 1871 et la généralisation du paragraphe 175 du Code pénal allemand à tout l’Empire).
Au sujet du blasphème, l'historien Jacques de Saint Victor écrit :

« Dans son Rapport sur le code pénal, le constituant Lepeletier de Saint-Fargeau se montra très inspiré par la lecture des écrits du « siècle de Montesquieu et de Beccaria », selon le mot de Voltaire. Il affirma vouloir faire « disparaitre cette foule de crimes imaginaires qui grossissaient les anciens recueils de nos lois ». Et il précisa, à propos du nouveau Code pénal : «  Vous n'y trouverez plus ces grands crimes d'hérésie, de lèse-majesté divine, de sortilège, de magie [...] pour lesquels, au nom du ciel, tant de sang a souillé la terre...  » En abolissant le délit de blasphème, la France fut la première nation d'Europe à dissocier aussi nettement le droit de la religion. Cette audace, elle la devait essentiellement au procès La Barre. Mais l'évolution rapide de la conception du blasphème de la part des juristes des Lumières — il fallait protéger selon eux la société sans prétendre sauver l'âme du blasphémateur — avait rendu tout au long du siècle cette abolition pour ainsi dire logique. »

— Jacques de Saint Victor, Blasphème. Brève histoire d’un « crime imaginaire »

## Articles importants

### Première partie: Des condamnations

#### Titre Premier – Des peines en général
- Art. 1 : Les peines qui seront prononcées contre les accusés trouvés coupables par le jury, sont la peine de mort, les fers, la réclusion dans la maison de force, la gêne, la détention, la déportation[5], la dégradation civique, le carcan.
- Art. 2 : La peine de mort consistera dans la simple privation de la vie, sans qu'il puisse jamais être exercé aucune torture envers les condamnés.
- Art. 3 : Tout condamné aura la tête tranchée.
- Art. 14 : Tout condamné à la peine de la gêne sera enfermé seul dans un lieu éclairé, sans fers ni liens ; il ne pourra avoir pendant la durée de sa peine, aucune communication avec les autres condamnés ou avec des personnes du dehors.

#### TitreII– De la récidive
- Article 1 : Quiconque aura été repris de justice pour crime, s'il est convaincu d'avoir, postérieurement à la première condamnation, commis un second crime emportant l'une des peines des fers, de la réclusion dans la maison de force, de la gêne, de la détention, de la dégradation civique ou du carcan, sera condamné à la peine prononcée par la loi contre ledit crime ; et, après l'avoir subie, il sera transféré, pour le reste de sa vie, au lieu fixé pour la déportation des malfaiteurs.

- Article 2 : Toutefois, si la première condamnation n'a emporté autre peine que celle de la dégradation civique ou du carcan, et que la même peine soit prononcée par la loi contre le second crime dont le condamné est trouvé convaincu, en ce cas le condamné ne sera pas déporté ; mais, attendu la récidive, la peine de la dégradation civique ou carcan sera convertie dans celle de deux années de détention.

#### TitreIII– De l'exécution des jugements contre un accusé contumax
- Article 1 : Lorsqu’un accusé aura été condamné à l'une des peines établies ci-dessus, il sera dressé dans la place publique de la ville où le jury d'accusation aura été convoqué, un poteau auquel on appliquera un écriteau indicatif des noms du condamné, de son domicile de sa profession, du crime qu'il a commis et du jugement rendu contre lui.

- Article 2 : Un écriteau restera exposé aux yeux du peuple pendant douze heures, si la condamnation emporte la peine de mort ; pendant six heures, si la condamnation emporte la peine des fers ou de la réclusion dans la maison de force ; pendant quatre heures, si la condamnation emporte la peine de la gêne ; pendant deux heures, si la condamnation emporte la peine de la détention, et de la dégradation civique ou du carcan.

#### TitreIV– Des effets des condamnations
- Article 1 : Quiconque aura été condamné à l'une des peines des fers, de la réclusion dans la maison de force, de la gêne, de la détention, de la dégradation civique ou du carcan, sera déchu de tous les droits attachés à la qualité de citoyen actif, et rendu incapable de les acquérir.

Il ne pourra être rétabli dans ses droits, ou rendu habile à les acquérir, que sous les conditions et dans les délais qui seront prescrits au titre de la réhabilitation.
- 8 articles en tout.

### Deuxième partie: Des crimes et de leur punition

#### TitreI– Crimes et attentats contre la chose publique
- Section I – Des crimes contre la sûreté extérieure de l'État.
- Section II – Des crimes contre la sûreté intérieure de l'État.
- Section III – Crimes et attentait contre la constitution
- Section IV – Délits des particuliers contre le respect et l'obéissance dus à la loi et à l'autorité des pouvoirs constitués pour la faire exécuter.
- Section V – Crimes des fonctionnaires publics dans l'exercice des pouvoirs qui leur sont confiés.
- Section VI – Crimes contre la propriété publique.

#### TitreII– Crimes contre les particuliers
SECTION I – Crimes et attentats contre les personnes.
- Article 1 : En cas d'homicide commis involontairement, s'il est prouvé que c'est par un accident qui ne soit l'effet d'aucune sorte de négligence ni d'imprudence de la part de celui qui l'a commis, il n'existe point de crime, et il n'y a lieu à prononcer aucune peine ni même aucune condamnation civile.
- Article 2 : En cas d'homicide commis involontairement, mais par l'effet de l'imprudence ou de la négligence de celui qui l'a commis, il n'existe point de crime, et l’accusé sera acquitté ; mais en ce cas, il sera statué par les juges sur les dommages et intérêts, et même sur les peines correctionnelles, suivant les circonstances.
- Article 3 : Dans le cas d'homicide légal, il n'existe point de crime, et il n'y a lieu à prononcer aucune peine ni aucune condamnation civile.
- Article 4 : L'homicide est commis légalement, lorsqu'il est ordonné par la loi, et commandé par une autorité légitime.

SECTION II – Crimes et délits contre les propriétés.

### Appendice
Pour tout fait antérieur à la publication du présent Code, si le fait est qualifié crime par les lois actuellement existantes, et qu'il ne le soit pas par le présent décret ; ou si le fait est qualifié crime par le présent Code, et qu'il ne le soit pas par les lois anciennes, l'accusé sera acquitté, sauf à être correctionnellement puni s'il y échoit.
Si le fait est qualifié crime par les lois anciennes et par le présent décret, l'accusé qui aura été déclaré coupable, sera condamné aux peines portées par le présent Code.
Les dispositions du présent Code n'auront lieu que pour les crimes qui auront été poursuivis par voie de jurés.